# Hochkalter
A Hochkalter masszívum 2607 méteres tengerszint feletti magasságával Németország 5. legmagasabb hegye. Bajorország tartományon belül a Berchtesgadener Land járásban helyezkedik el. A Hintersee partján található, gyönyörű kilátása miatt kedvelt túristacél.

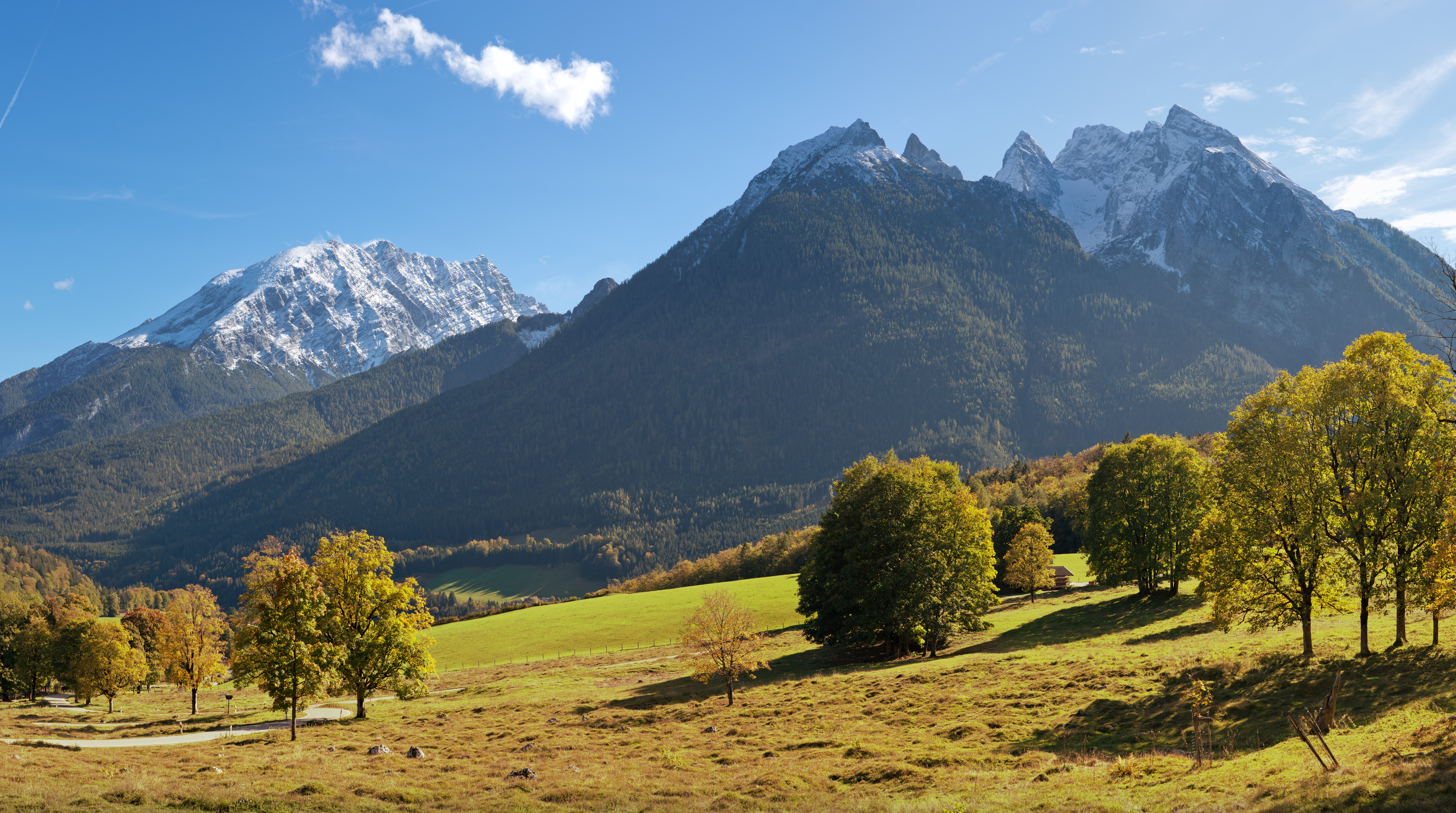
A Hochkalter ősszel, háttérben a Watzmannal.

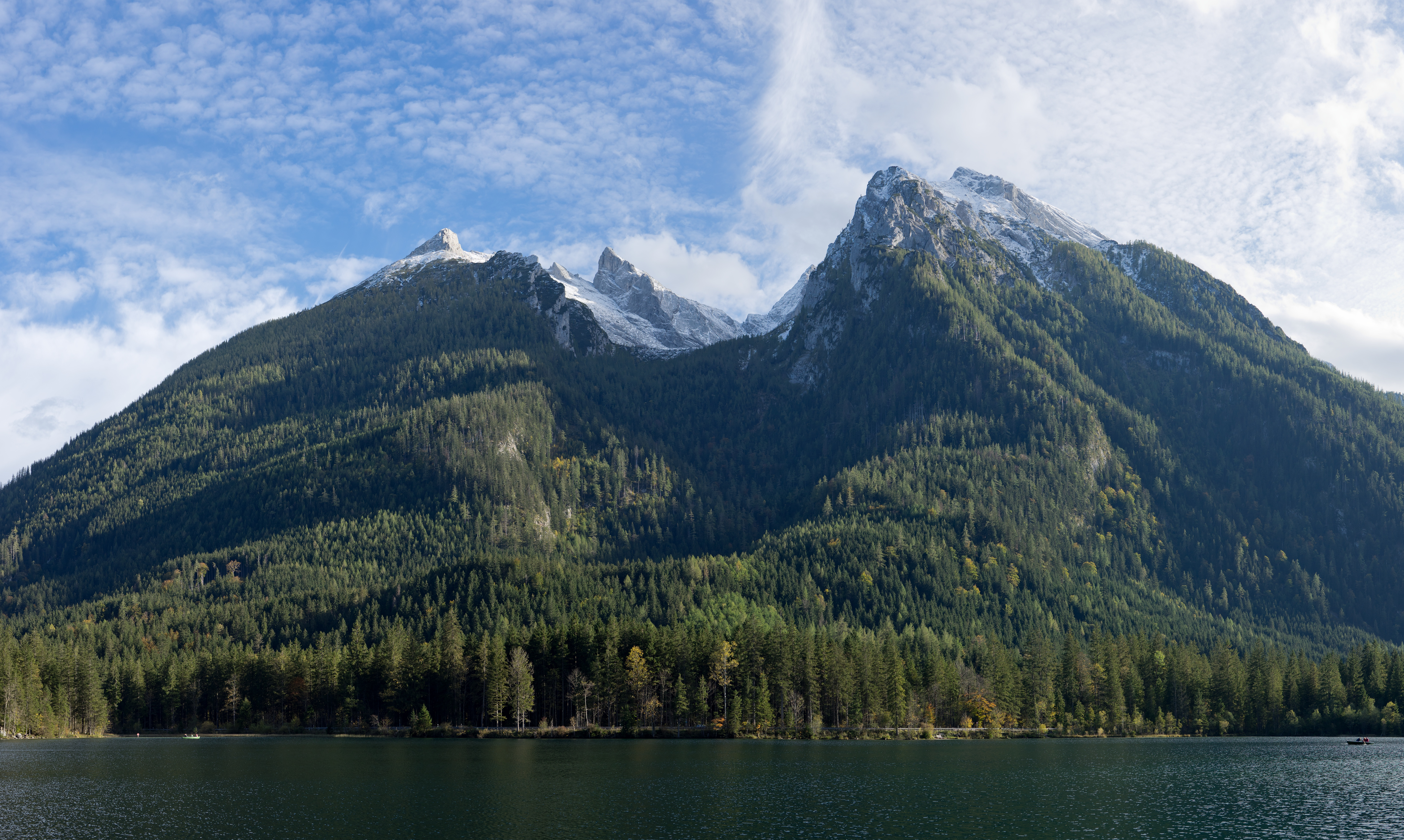
Hintersee.